# MZ ES 125/150
Die Motorräder MZ ES 125 und ES 150 liefen im VEB Motorradwerk Zschopau in den Jahren 1962 bis 1978 vom Band. Sie ergänzten die seit 1956 gefertigten ES 175 und ES 250 und lösten die MZ 125/3 ab. Das Kürzel ES steht herstellerseitig für „Einzylinder, Schwinge“. Die Motorräder zählen zu den meistgebauten weltweit, wobei über die Gesamtstückzahl keine gesicherten Angaben bekannt sind. 1964 erhielten die Maschinen das Gütezeichen Q.

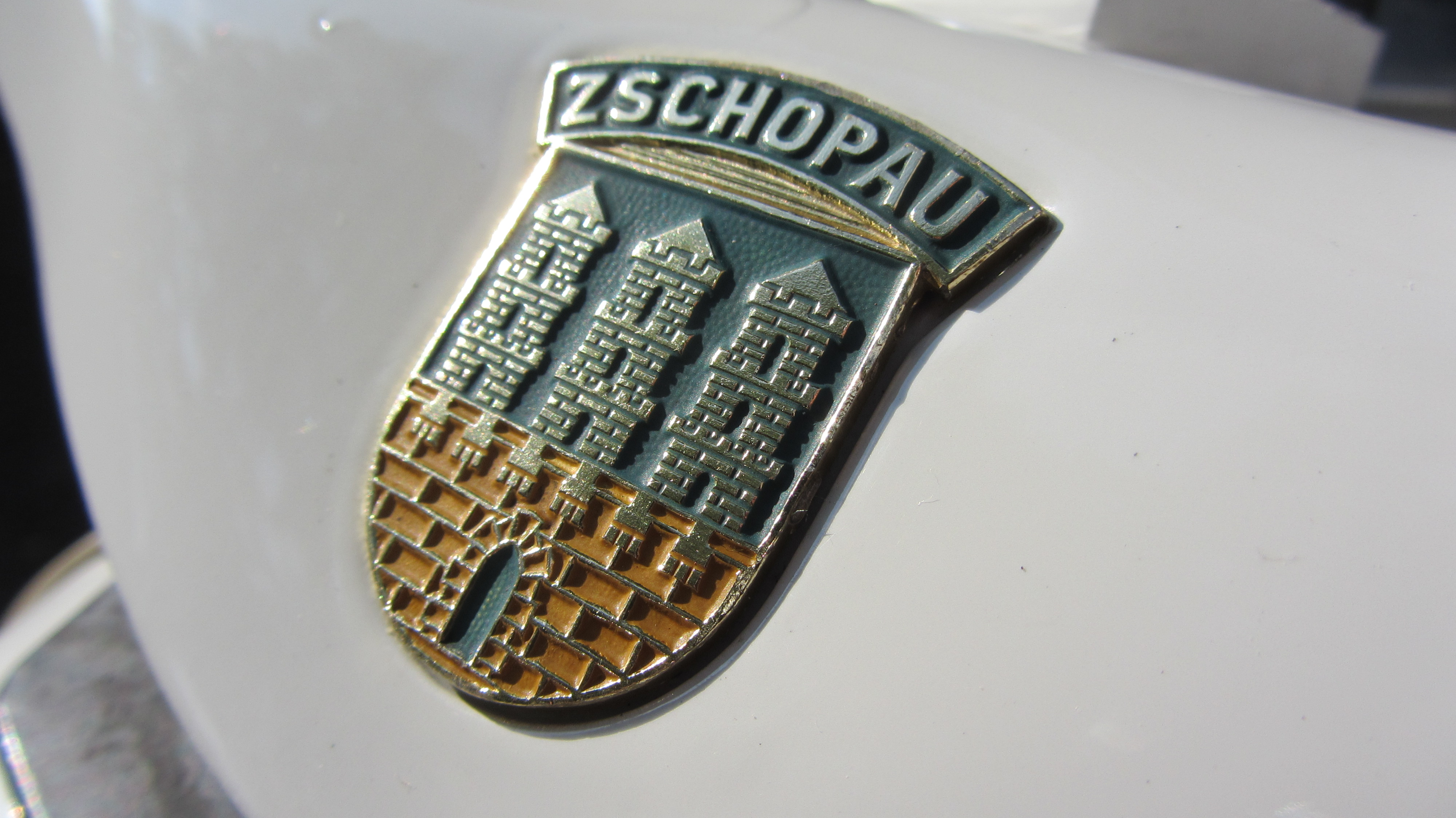
Stadtwappen Zschopau am Lenker einer ES 150 Baujahr 1967

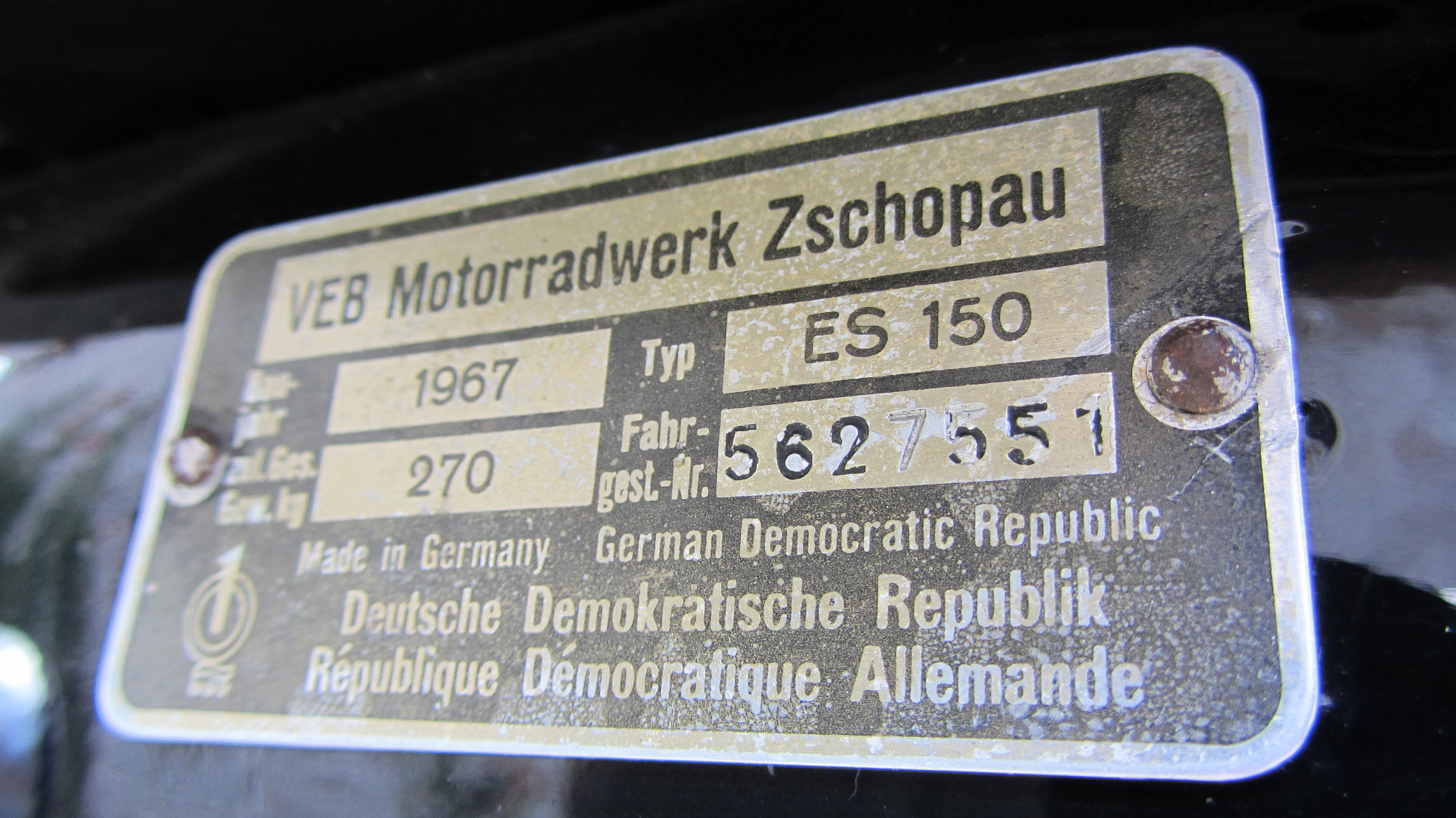
Typenschild einer ES 150 Baujahr 1967

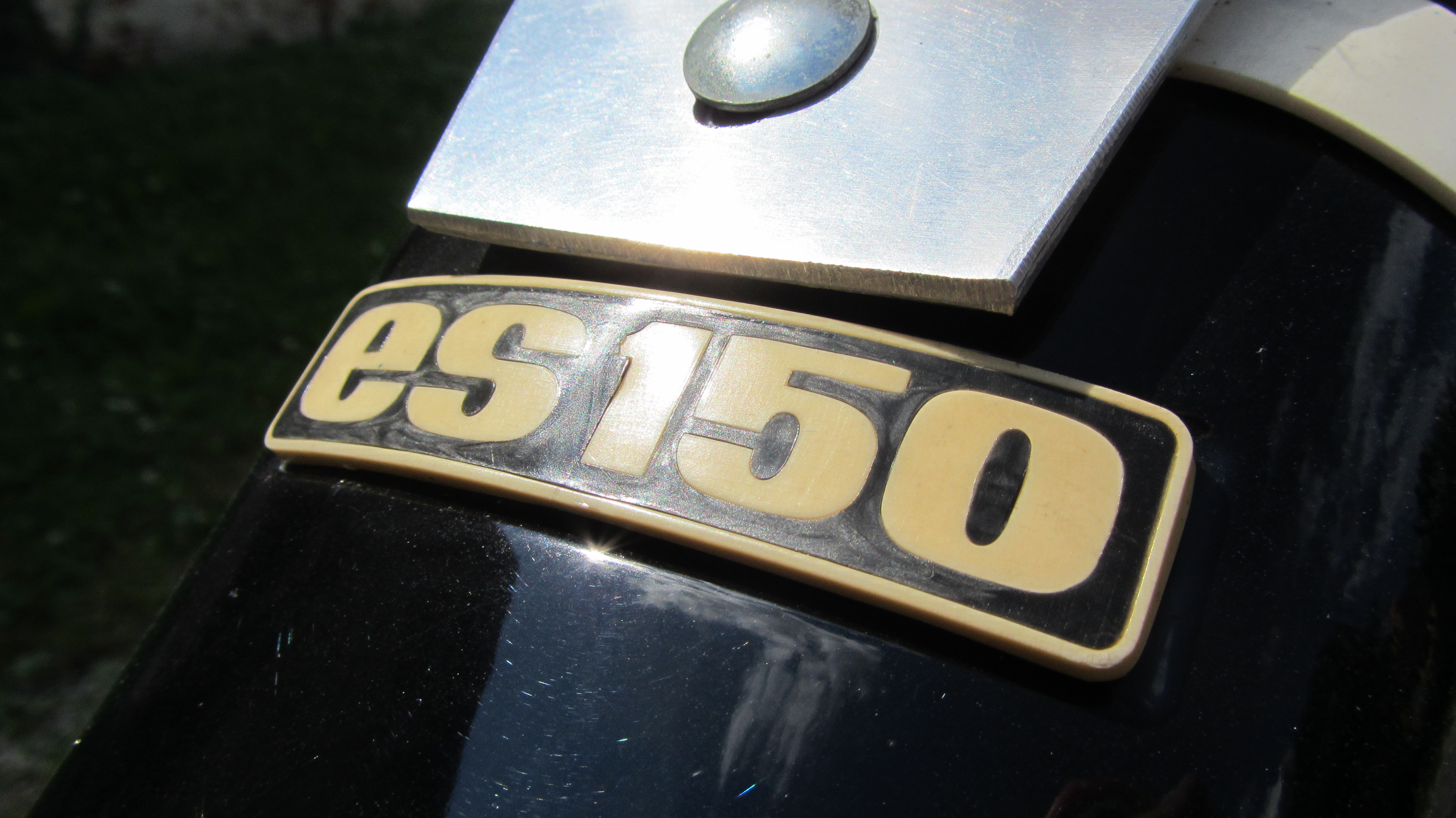
Modellbezeichnung am hinteren Schutzblech einer ES 150

## Technik

### Fahrwerk
Der Rahmen war sowohl gestalterisch als auch in der Fertigung neuartig. Anstatt eines geschweißten oder gelöteten Rohrrahmens hatte sie einen Pressstahlrahmen. Die beiden Rahmenhälften waren ausschließlich durch Bördeln über einen Falz ohne Schweißpunkte verbunden. Dadurch konnte die Verwindungssteifigkeit um 20 % gesteigert werden. Außerdem erübrigte sich einerseits der Import hochwertiger, nahtloser Stahlrohre (a) sowie vorgeblich einer teuren Vielpunktschweißeinrichtung. Diese Rahmenkonstruktion wurde mit geringen Modifikationen in der Baureihe MZ TS 125/150 bis zum Jahr 1985 verwendet. Für das Fahrwerk wurde eine komfortable Vollschwingenkonstruktion, analog der großen Baureihe, gewählt. Ebenso wie der hintere Sattelträger wurde der Vorderradträger aus Leichtmetall gegossen. Die gegenüber einem Stahlteil reduzierte Masse um die Lenkachse wirkte sich ebenso wie die relativ großen 18″-Laufräder in erheblichem Maße auf die Fahrstabilität aus. Dennoch bestand eine gewisse Neigung zum Lenkerpendeln, die beispielsweise infolge nicht völlig rund laufender Räder oder unkorrekter Auswuchtung hervortreten konnte. Die Vollnaben-Trommelbremsen wurden im Prinzip unverändert von der Vorgängerbaureihe übernommen. Die nunmehr innenliegenden Betätigungshebel aus dem Geländesport trugen zum geschlossenen Erscheinungsbild der Maschinen bei.

### Antrieb
Die Motoren waren aus dem bereits in der MZ 125/3 und dem Motorroller SR59 verwendeten Einheitsmotor weiterentwickelt: Bereits Mitte der 1950er-Jahre modifizierte MZ die Motoren der RT 125 für die IWL in Ludwigsfelde. Eine der Modifikation der MZ-Motoren war ab dem Roller Berlin SR59 die Hubraumerweiterung auf 150 cm³, da die schweren Roller mit dem 125-cm³-Motor nur unbefriedigende Fahrleistungen erzielten. So kam mit der ES 150 das erste MZ-Modell mit 150 cm³ Hubraum auf den Markt. Motoren der ES 150 wurden wiederum auch bis Ende 1964 in dem IWL-Roller Troll verwendet.
Die Kurbelwelle wurde umgestaltet; die Kurbelwellenlager wurden nicht mehr über das Gemisch geschmiert, sondern vom Getriebeöl. Das Pleuel wurde auf Nadellagerung umgestellt. Das Mischungsverhältnis von Öl und Kraftstoff konnte auf 1 : 33 reduziert werden. Dazu gab es Zylinder aus Verbundguss. Die Grauguss-Laufbuchse war mit einem Zylinderkörper aus Aluminium umgossen. Charakteristisch für den Motor waren ein günstiger Drehmomentverlauf über ein breites Drehzahlband, die für MZ typisch gut gedämpften Auspuffgeräusche und Vollgasfestigkeit, aber auch die Neigung zu Glühzündungen nach Abstellen des Motors. Eine Besonderheit des Vergasers war ab 1964 die Möglichkeit, dass ein Drehen des Gasdrehgriffs über die Nullstellung hinaus zu einer vollständigen Unterbrechung der Kraftstoffzufuhr führte. Auf diese Weise ließen sich unregelmäßige Zündungen bei Bergabfahrt oder auch Glühzündungen unterdrücken. Die beiden Varianten 125 und 150 unterschieden sich lediglich in Kolben, Kolbenbolzen, Zylinder, Zylinderkopf, Vergaser, Ansaugkrümmer und Sekundärübersetzung voneinander.
Wie bei allen MZ-Modellen, begonnen mit der RT 125/1, ist die Sekundärkette mit einem Kettenschutz aus Gummischläuchen und Kettenkasten aus Duroplast an der Hinterradnabe vollgekapselt.

### Ausstattung
Eine Besonderheit ist der rahmenfest montierte Scheinwerfer. Das Scheinwerfergehäuse bildete dabei, ähnlich wie bei der DKW Hummel 115, eine Verlängerung der Linie Sitzbank-Tank. Den Spitznamen „rasende Taschenlampe“ hat die Baureihe diesem Design zu verdanken. Von der Fachpresse wurde das Äußere der kleinen ES-Reihe als harmonische Verbindung von funktionsbedingter und gestalteter Form gelobt, ebenso wie die sehr gute Sitzposition und Lage aller Bedienelemente. Erstmals gab es bei einem Serienmotorrad einen Scheinwerfer mit asymmetrischem Abblendlicht. In zeitgenössischen Berichten wurde das Scheinwerferlicht daher als vorbildlich eingeschätzt, dabei begrenzte die unveränderte 6-V-Anlage mit 45/40 W Scheinwerferleistung jedoch die Möglichkeiten. Die Zündanlage war eine Unterbrecherzündung mit 6-Volt-Batterie unter dem linken Seitendeckel und einem Zündschloss mit 5 Positionen von links nach rechts: AN mit Licht an, AN mit Standlicht an, AN ohne Beleuchtung, AUS, AUS mit Standlicht und Anschieben.
Wahlweise wurden die Maschinen mit Sitzbank oder Einzelsitzen ausgerüstet. Auch hier kam wieder der bewährte Kettenschutz, bestehend aus einem Kettenkasten aus Kunststoff und den elastischen Kettenschutzschläuchen, zum Einsatz. Die ES war mit Speichenrädern in der Größe 18 Zoll und Schlauchreifen in der Größe 3,00–18 ausgerüstet. Mit Luftpumpe und umfangreichem Bordwerkzeug war die ES gut für Pannen gerüstet. Als Zubehör waren Kniebleche erhältlich.

## Technische Daten im Vergleich
|                       | ES 125                                                                         | ES 125/1 Trophy                                                                | ES 150                                                                         | ES 150/1 Trophy                                                                |
| --------------------- | ------------------------------------------------------------------------------ | ------------------------------------------------------------------------------ | ------------------------------------------------------------------------------ | ------------------------------------------------------------------------------ |
| Bild                  |                                                                                | ES 125/1 Trophy                                                                | ES 150                                                                         | ES 150/1                                                                       |
| Baujahre              | 1962–1969                                                                      | 1969–1977                                                                      | 1962–1969                                                                      | 1969–1977                                                                      |
| Motor                 | fahrtwindgekühlter Einzylinder-Zweitaktmotor, Kickstarter                      | fahrtwindgekühlter Einzylinder-Zweitaktmotor, Kickstarter                      | fahrtwindgekühlter Einzylinder-Zweitaktmotor, Kickstarter                      | fahrtwindgekühlter Einzylinder-Zweitaktmotor, Kickstarter                      |
| Steuerung             | Schlitzsteuerung                                                               | Schlitzsteuerung                                                               | Schlitzsteuerung                                                               | Schlitzsteuerung                                                               |
| Bohrung × Hub         | 52 mm × 58 mm                                                                  | 52 mm × 58 mm                                                                  | 56 mm × 58 mm                                                                  | 56 mm × 58 mm                                                                  |
| Hubraum               | 123 cm³                                                                        | 123 cm³                                                                        | 143 cm³                                                                        | 143 cm³                                                                        |
| Verdichtung           | 9 : 1                                                                          | 9 : 1                                                                          | 9 : 1                                                                          | 9 : 1                                                                          |
| Nennleistung          | 8,5 PS (6 kW) bei 5800/min                                                     | 10 PS (7 kW) bei 6300/min                                                      | 10 PS (7 kW) bei 5500/min                                                      | 11,5 PS (8 kW) bei 6000/min                                                    |
| max. Drehmoment       | 1,25 kpm (12,3 Nm) bei 5500/min                                                | 1,25 kpm (12,3 Nm) bei 5500/min                                                | 1,5 kpm (14,7 Nm) bei 5000/min                                                 | 1,5 kpm (14,7 Nm) bei 5000/min                                                 |
| Gemischaufbereitung   | BVF-Vergaser 22 KNB 1-3                                                        | BVF-Vergaser 22 KNB 1-3                                                        | BVF-Vergaser 24 KN 1-2                                                         | BVF-Vergaser 24 KN 1-2                                                         |
| Schmierung            | Zweitaktgemisch 1 : 33                                                         | Zweitaktgemisch 1 : 33                                                         | Zweitaktgemisch 1 : 33                                                         | Zweitaktgemisch 1 : 33                                                         |
| Zündung               | Batteriezündung, kontaktgesteuert                                              | Batteriezündung, kontaktgesteuert                                              | Batteriezündung, kontaktgesteuert                                              | Batteriezündung, kontaktgesteuert                                              |
| Lichtmaschine         | 6 V – 60–90 W                                                                  | 6 V – 60–90 W                                                                  | 6 V – 60–90 W                                                                  | 6 V – 60–90 W                                                                  |
| Batterie              | 6 V – 12 Ah                                                                    | 6 V – 12 Ah                                                                    | 6 V – 12 Ah                                                                    | 6 V – 12 Ah                                                                    |
| Bordspannung          | 6 V                                                                            | 6 V                                                                            | 6 V                                                                            | 6 V                                                                            |
| Kupplung              | Mehrscheibenkupplung im Ölbad, mechanisch betätigt                             | Mehrscheibenkupplung im Ölbad, mechanisch betätigt                             | Mehrscheibenkupplung im Ölbad, mechanisch betätigt                             | Mehrscheibenkupplung im Ölbad, mechanisch betätigt                             |
| Getriebe              | 4-Gang-Stirnrad-Wechselgetriebe, klauengeschaltet                              | 4-Gang-Stirnrad-Wechselgetriebe, klauengeschaltet                              | 4-Gang-Stirnrad-Wechselgetriebe, klauengeschaltet                              | 4-Gang-Stirnrad-Wechselgetriebe, klauengeschaltet                              |
| Sekundärübersetzung   | 15/48                                                                          | 15/48                                                                          | 16/48                                                                          | 16/48                                                                          |
| Endantrieb            | Rollenkette (vollgekapselt)                                                    | Rollenkette (vollgekapselt)                                                    | Rollenkette (vollgekapselt)                                                    | Rollenkette (vollgekapselt)                                                    |
| Rahmen                | Pressstahlrahmen                                                               | Pressstahlrahmen                                                               | Pressstahlrahmen                                                               | Pressstahlrahmen                                                               |
| Maße (L × B × H)      | 1990 × 750 × 1150 mm                                                           | 1990 × 750 × 1150 mm                                                           | 1990 × 750 × 1150 mm                                                           | 1990 × 750 × 1150 mm                                                           |
| Radstand              | 1270 mm                                                                        | 1270 mm                                                                        | 1270 mm                                                                        | 1270 mm                                                                        |
| Radaufhängung vorn    | geschobene Langarmschwinge, hydraulisch gedämpft, Federweg 150 mm              | geschobene Langarmschwinge, hydraulisch gedämpft, Federweg 150 mm              | geschobene Langarmschwinge, hydraulisch gedämpft, Federweg 150 mm              | geschobene Langarmschwinge, hydraulisch gedämpft, Federweg 150 mm              |
| Radaufhängung hinten  | Langarmschwinge, hydraulisch gedämpft, Federweg 100 mm, Federbasis verstellbar | Langarmschwinge, hydraulisch gedämpft, Federweg 100 mm, Federbasis verstellbar | Langarmschwinge, hydraulisch gedämpft, Federweg 100 mm, Federbasis verstellbar | Langarmschwinge, hydraulisch gedämpft, Federweg 100 mm, Federbasis verstellbar |
| Felgengröße vorn      | Drahtspeichenrad mit Alufelge, 1,85 x 18″                                      | Drahtspeichenrad mit Alufelge, 1,6 x 18″                                       | Drahtspeichenrad mit Alufelge, 1,85 x 18″                                      | Drahtspeichenrad mit Alufelge, 1,6 x 18″                                       |
| Felgengröße hinten    | Drahtspeichenrad mit Alufelge, 1,85 x 18″                                      | Drahtspeichenrad mit Alufelge, 1,85 x 18″                                      | Drahtspeichenrad mit Alufelge, 1,85 x 18″                                      | Drahtspeichenrad mit Alufelge, 1,85 x 18″                                      |
| Bereifung vorn        | 3.00–18 M/C 52S TT                                                             | 3.00–18 M/C 52S TT                                                             | 2.75–18 M/C 48P TT                                                             | 2.75–18 M/C 48P TT                                                             |
| Bereifung hinten      | 3.00–18 M/C 52S TT                                                             | 3.00–18 M/C 52S TT                                                             | 3.00–18 M/C 52S TT                                                             | 3.00–18 M/C 52S TT                                                             |
| Bremse vorn           | Trommelbremse, ø 150 mm, seilzugbetätigt                                       | Trommelbremse, ø 150 mm, seilzugbetätigt                                       | Trommelbremse, ø 150 mm, seilzugbetätigt                                       | Trommelbremse, ø 150 mm, seilzugbetätigt                                       |
| Bremse hinten         | Trommelbremse, ø 150 mm, seilzugbetätigt                                       | Trommelbremse, ø 150 mm, seilzugbetätigt                                       | Trommelbremse, ø 150 mm, seilzugbetätigt                                       | Trommelbremse, ø 150 mm, seilzugbetätigt                                       |
| Leergewicht           | 112 kg                                                                         | 115 kg                                                                         | 112 kg                                                                         | 115 kg                                                                         |
| zul. Gesamtgewicht    | 270 kg                                                                         | 270 kg                                                                         | 270 kg                                                                         | 270 kg                                                                         |
| Tankinhalt            | 12 l (Reserve: 1,5 l)                                                          | 12 l (Reserve: 1,5 l)                                                          | 12 l (Reserve: 1,5 l)                                                          | 12 l (Reserve: 1,5 l)                                                          |
| Höchstgeschwindigkeit | 90 km/h                                                                        | 100 km/h                                                                       | 95 km/h                                                                        | 105 km/h                                                                       |

## Modellpflege

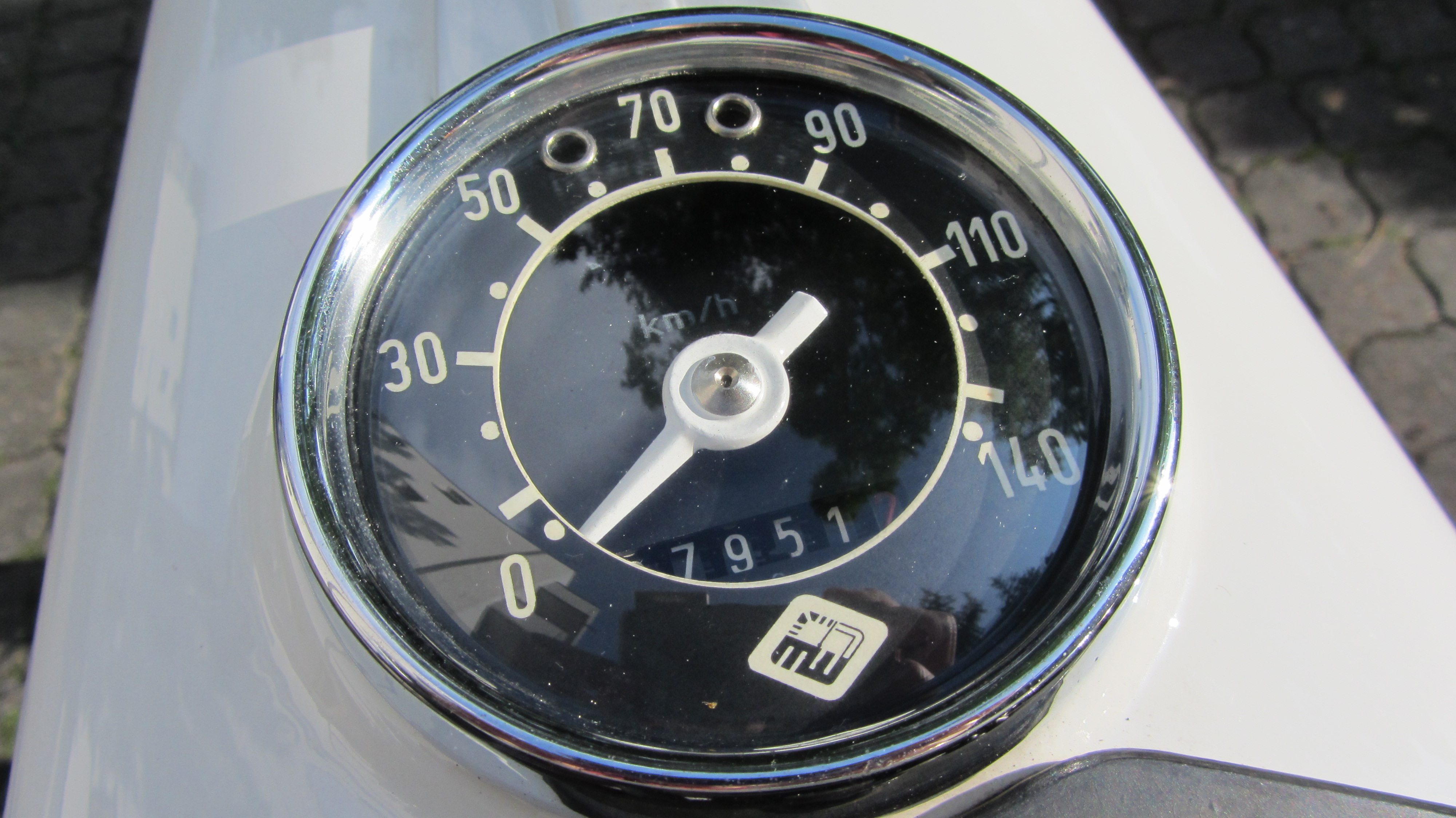
Runder Tachometer der ES 150 bis 1967, ab 1968 oval

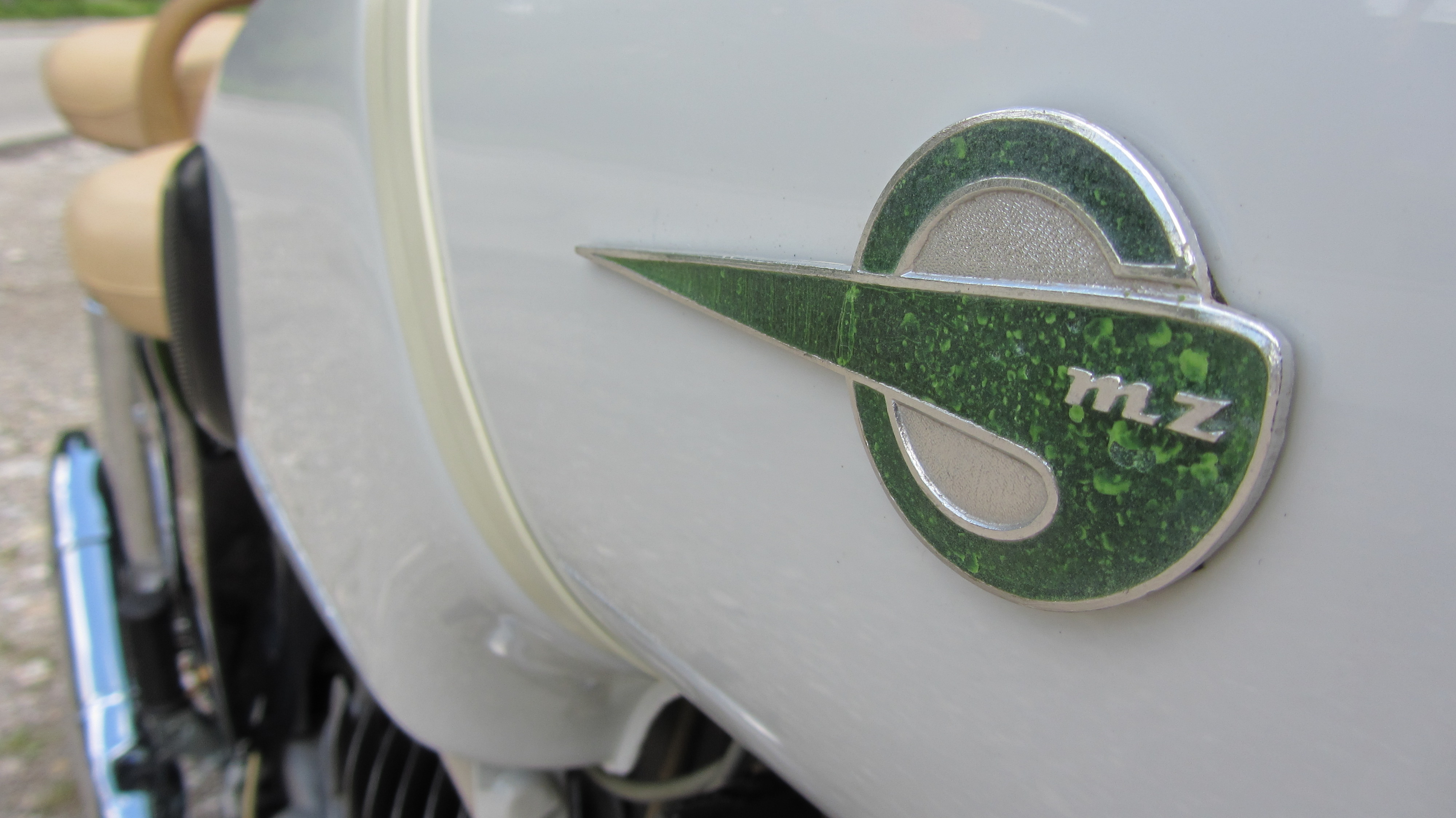
MZ-Logo am Tank einer ES 150 Baujahr 1967

Im Laufe ihrer Produktionsdauer – zum Teil parallel zu den anderen Baureihen – gab es an den Maschinen fortlaufend äußerliche und technische Veränderungen. Das Lackierungsschema sowie das Farbprogramm wurden 1964 verändert. Zur Verbesserung der thermischen Stabilität wurden 1965 die Kühlrippen vergrößert. Der bisher noch an den „Urahn“ DKW RT 125 erinnernde Zylinderkörper wich einem „Breitrippenzylinder“. Der Zentralschwimmer-Startvergaser ersetzte den bisherigen Vergaser mit Luftschieber. Dem linken Deckel des Getriebegehäuses gab MZ eine kantige Form. 1967 veränderte sich die Form der Blinker. Ab 1968 gab es einen Segmenttachometer anstatt des bisherigen Rundtachometers.
1969 überarbeitete MZ die Motoren. Durch Änderungen an der Ansauganlage (Luftfilter, Vergaser, Ansaugkrümmer), des Auspuffs sowie der Steuerzeiten und der Verdichtung konnte die Leistung erhöht werden. Gleichzeitig entfiel die Vergaserabdeckung. Die spitz zulaufende Auspuffanlage wich einem neuen schräg abgeschnittenen Auspuff. Die Typenreihe wurde nunmehr als ES 125/1 Trophy bezeichnet und erhielt den entsprechenden Schriftzug am Tank. Grund dafür waren der sechsmalige Gewinn der World Trophy bei den Six Days.
Mit der Telegabel der ETS 250, dem Tank der Simson Sperber und einer anderen Sitzbank entstand 1970 aus der ES 125/150 Trophy die ETS 125/150. Die Fertigung der ES-Modelle wurde parallel dazu fortgesetzt. Anders als die großen ES-Modelle blieben die ES 125/150/1 Trophy auch nach 1973 parallel zu den TS-Modellen im Programm, um Anhänger des komfortablen Vollschwingenfahrwerks weiterhin zufriedenzustellen. Mit silbernen Kotflügeln, offenliegenden Federbeinen (diese bereits seit 1971), der flachen Sitzbank der TS, neuen Farben und dem neuen MZ-Logo auf dem Tank erhielten die Modelle ein sportlicheres Erscheinungsbild. Der Produktionsumfang ging jedoch zurück. Zum Jahr 1977 wurde der in den Grundzügen aus den 1930er-Jahren stammende Motor ein letztes Mal überarbeitet. Die Lagerung des Kolbenbolzens, des Pleuels auf der Kurbelwelle und der Kurbelwelle wurden geändert, um fortan ein 1:50-Gemisch verwenden zu können. Im selben Jahr wurde die Produktion der kleinen ES-Modelle endgültig eingestellt.

## Testberichte/Kritiken
Im zeitgenössischen Dauertest über 12.000 km konnte die ES 150 (erste Ausführung) die hohen Erwartungen an ein Fahrzeug mit dem Gütezeichen Q nicht ganz erfüllen. Zwar waren Motor, Getriebe und Fahrwerk von einer vorzeitig verschlissenen Kupplung abgesehen störungsfrei und zeigten keinen ungewöhnlichen  Verschleiß. Jedoch hielten einige Teile den Vibrationen nicht stand. Zwei Kabelbrüche und drei Schäden an der Lichtmaschine bewirkten jeweils eine Panne des Fahrzeugs. Der vordere Kotflügel verursachte wiederholt mit Rissbildung Probleme. Weitere mit den Vibrationen in Zusammenhang stehende Mängel waren der störanfällige Tacho, Klappergeräusche, ein vorzeitig verschlissener Reifen und ein sich lockernder Auspuffkrümmer. Zudem gab es regelmäßig Probleme mit der Zündkerze (Kerzenbrücken), was mit der damals minderwertigen Kraftstoffqualität zusammenhing. In einem Testbericht von 1963 erreichten beide Typen mit aufrecht sitzendem Fahrer die offizielle Höchstgeschwindigkeit und kamen bis auf 100 bzw. 103 km/h bei liegendem Fahrer.
Im Testbericht der ES 150/1 hingegen wurde das Gütezeichen Q für höchste Qualität an der Maschine verteidigt. Als Höchstgeschwindigkeit wurden bei liegendem Fahrer nun 108 km/h erreicht. Gelobt wurde die erhöhte Leistung vor allem mit Blick auf die beibehaltene Vollgasfestigkeit und den moderaten Kraftstoffverbrauch von 3,7 l/100. Äußerlich entspräche die Maschine nicht mehr dem Zeitgeschmack, gleichzeitig wurde jedoch betont, dass eine Umstellung auf Teleskopgabel vorn nicht unbedingt eine Verbesserung der Fahreigenschaften zufolge hätte.
Häufige Schwierigkeiten am Motor der ES 125/150 gab es mit dem Kurbelwellenzapfen (zugänglich von der rechten Seite).
Ein Test des US-amerikanischen Magazins Cycle World urteilte 1965: „Beim Fahren mit der MZ wurde uns besonders bewusst, dass die Maschine nicht für den Sport gemacht ist; sie ist ein Arbeitsmotorrad, […]. Alles scheint auf Langlebigkeit ausgelegt zu sein, […]. Es lässt sich leicht starten und läuft bei niedrigen und mittleren Geschwindigkeiten sehr geschmeidig. Die Verarbeitung ist mäßig gut, sicherlich beeindruckender als das Styling, das, um es freundlich auszudrücken, eigenartig war. Alles in allem ist das Motorrad nichts, wovon man begeistert sein müsste, aber es macht den Eindruck, dass es einen über viele Kilometer hin und zurück bringen kann.“

## Gesamtstückzahl

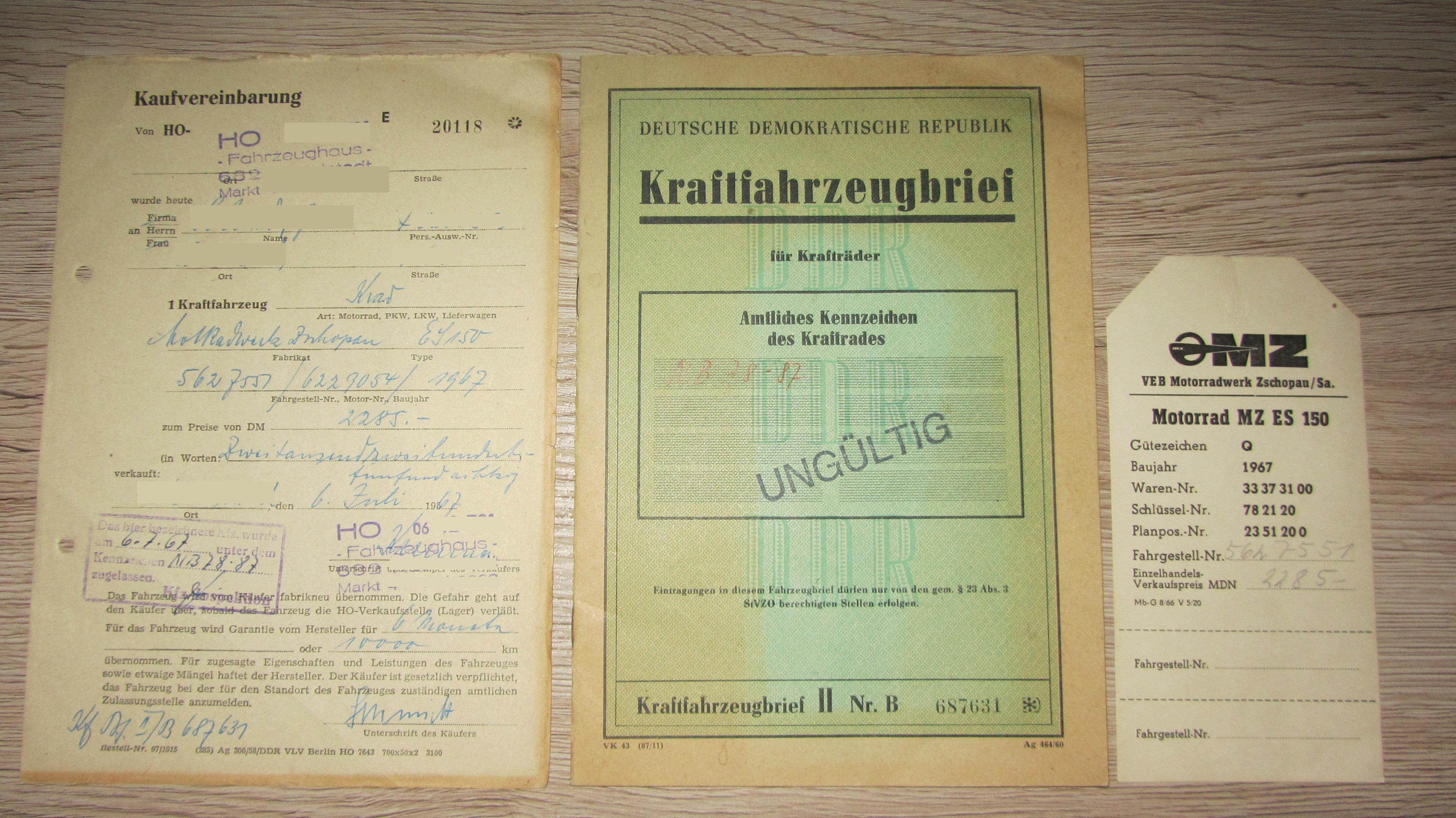
Kaufvertrag, DDR-Fahrzeugbrief und Preisschild einer MZ ES 150 aus dem Jahr 1967 (private Daten wurden gelöscht)

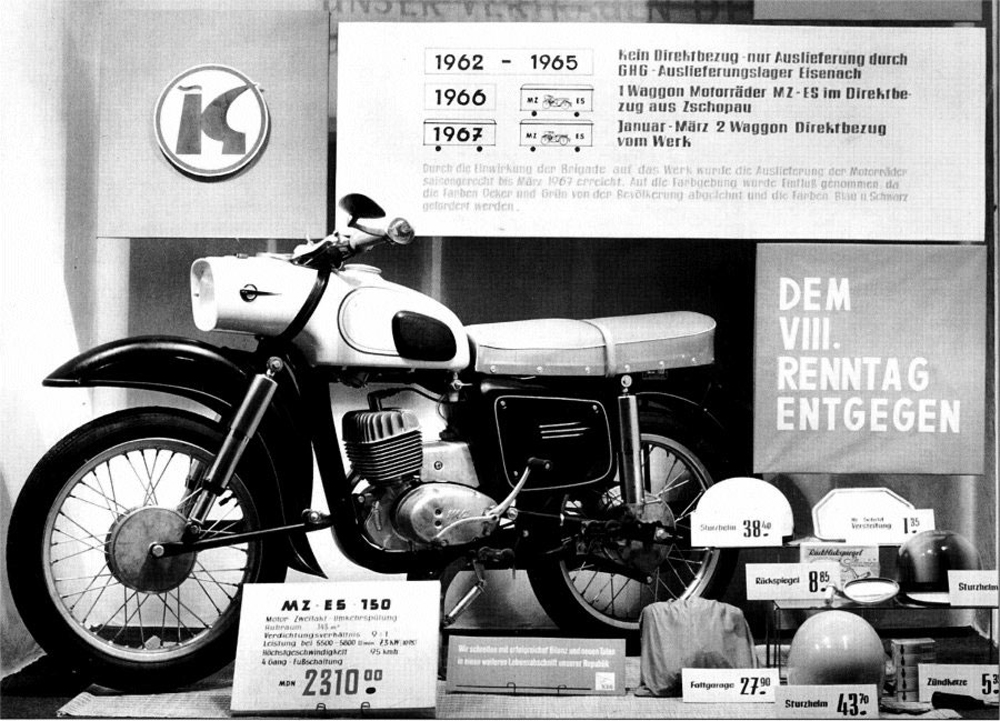
Schaufenster einer Konsum-Verlaufsstelle (1967)

Die Baureihe ES 125/150 ist mit 16 Produktionsjahren die am längsten produzierte Baureihe von MZ-Motorrädern. Allerdings wurden ab 1974 nur noch vergleichsweise wenige Maschinen parallel zur TS-Serie produziert. Über die im Gesamtzeitraum gefertigten Stückzahlen herrscht nach wie vor Unklarheit. Die in manchen Publikationen genannte Zahl von 900.000 muss angezweifelt werden; vor allem weil es von der Baureihe TS 125/150 in 13 Jahren (1972–1985) „nur“ etwa 500.000 Maschinen waren. Mit dieser Stückzahl (900.000) war wohl die Summe der Stückzahlen beider Baureihen (ES 125/150 + TS 125/150) gemeint. Aus den Daten, die die Mitglieder des MZ-Forums zur Verfügung gestellt haben (Rahmennummer + Produktionsdatum), lässt sich ableiten, dass vermutlich kaum mehr als 190.308 ES 150 (1962–1969), 150.116 ES 150/1 (1962–1977), 63.492 ES 125 (1962–1969) und 50.332 ES 125/1 (1969–1977) also insgesamt 454.248 Maschinen gebaut wurden. Dazu kommen 557 Geländemotorräder aus der Kleinserie ES 125/G (1966–1971). Eine französische Veröffentlichung spricht grob übereinstimmend von insgesamt 454.310 Maschinen. Die Baureihe ES 125/150 zählt damit zu den meistgebauten Motorrädern weltweit.

## Bemerkungen zur Motorradfahrerlaubnis in der DDR
Anders als in vielen anderen Ländern spielte ab der ES 150 die 125er-Hubraumklasse in DDR eine zunehmend untergeordnete Rolle, da es geänderte Fahrerlaubnisbestimmungen gestatteten, mit der ab 16 Jahren erhältlichen Fahrerlaubnis auch 150er-Maschinen zu fahren. Die 125er-MZ-Modelle, beginnend mit der ES-Baureihe, machten daher einen eher kleinen Teil der Gesamtproduktion aus, der vorwiegend in den Export ging.
Nach der deutschen Wiedervereinigung gab es keine generelle Ausnahmegenehmigung für die 150er Modelle aus Zschopau, die nach den DDR-Bestimmungen als Leichtkrafträder galten. Wer solch eine Maschine mit dem Führerschein der Klasse A1 fahren wollte, konnte eine individuelle Ausnahmegenehmigung beantragen. In der Praxis wurde davon eher weniger Gebrauch gemacht und die 150er jüngerer Baujahre (hauptsächlich die ETZ 150) bei Bedarf vorzugsweise mit einem 125er-Zylinder und -Kolben an die geltenden Bestimmungen angepasst.